# Roque de los Muchachos
Roque de los Muchachos är den högsta bergstoppen på la Palma, en av Kanarieöarna. Toppen ligger på randen av kalderan Caldera de Taburiente och har en höjd av 2 423 meter över havet. På berget ligger det astronomiska observatoriet Observatorio del Roque de los Muchachos (se La Palma#Astronomiska observatorier).